# Compsibidion ilium
Compsibidion ilium là một loài bọ cánh cứng trong họ Cerambycidae.